# Bondage

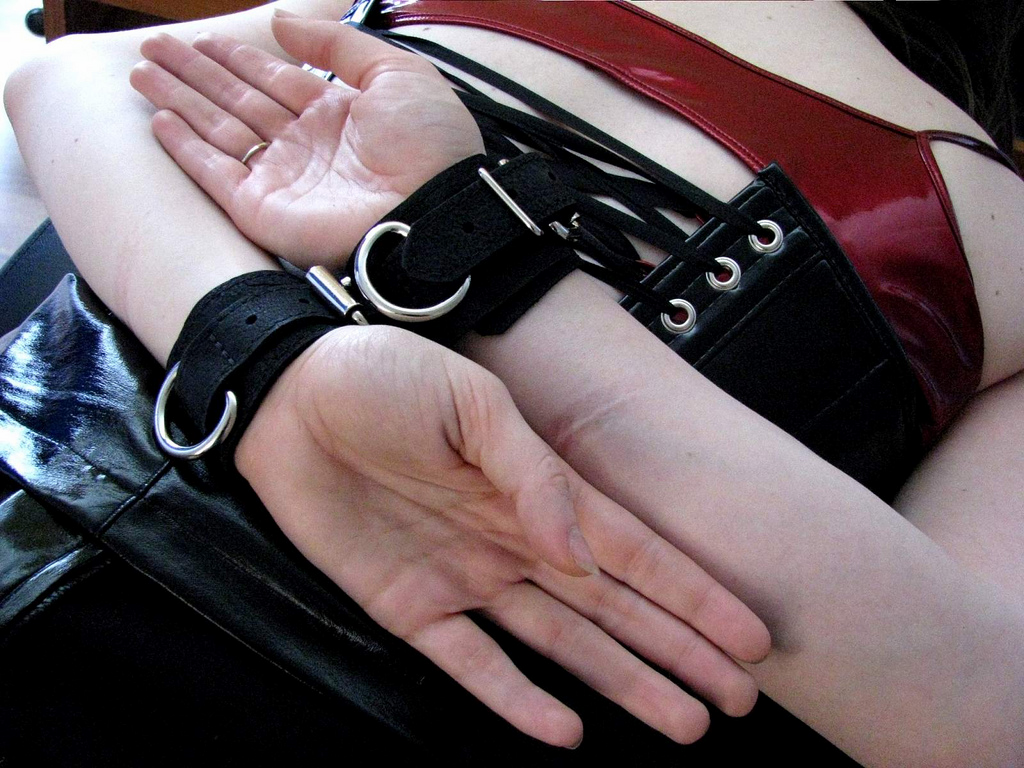
Bondage de canells.

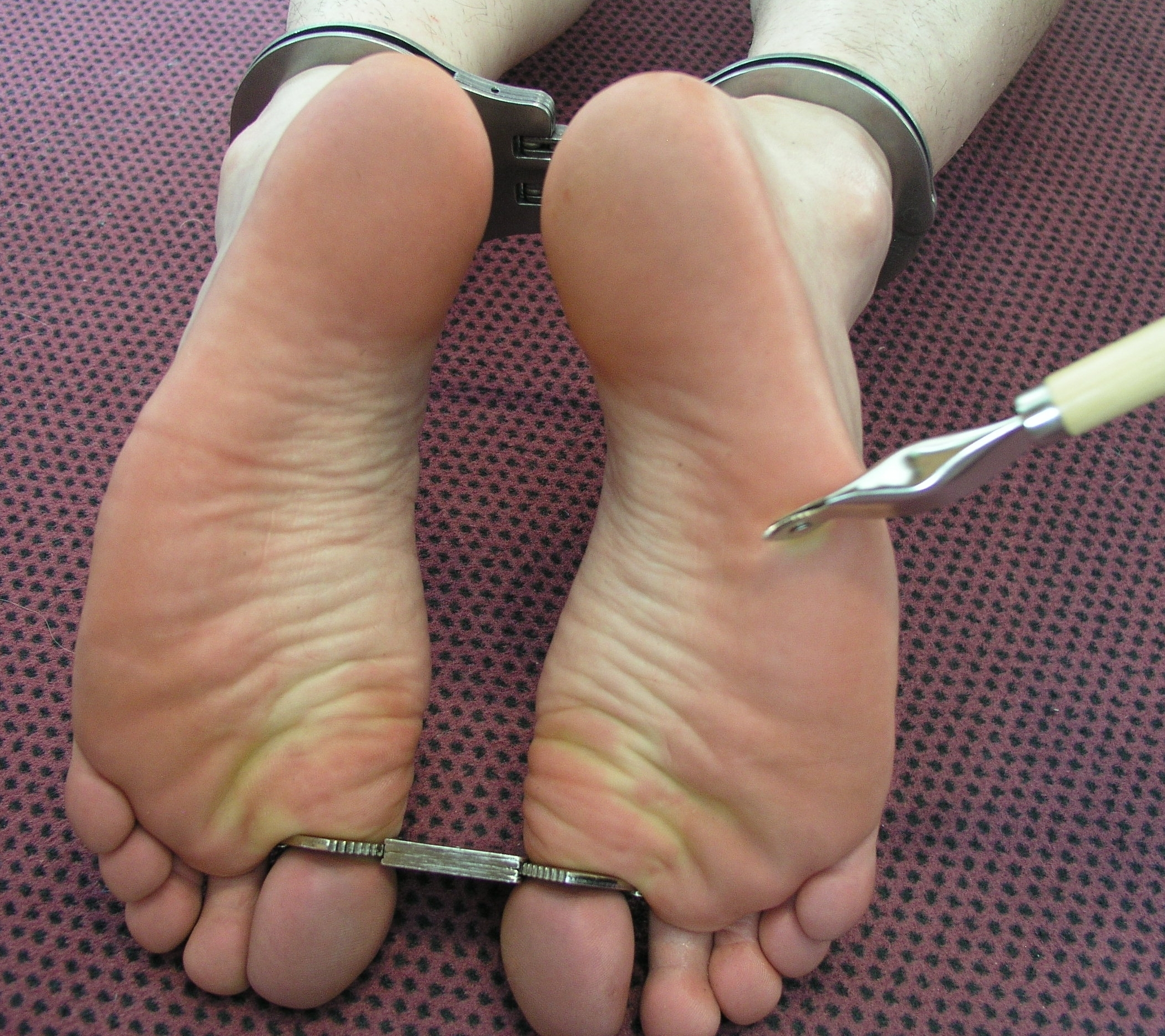
De vegades s'empren manilles als turmells, i fins i tot als dits dels peus

Bondage és una denominació aplicada als lligaments eròtics executats sobre una persona vestida o nua.
Els lligaments poden fer-se sobre una part o sobre la totalitat del cos, utilitzant generalment cordes, encara que també es pot veure en moltes ocasions l'ús de cintes, teles, cadenes, manilles o qualsevol altra cosa que pugui servir per a immobilitzar una persona. Amb certa freqüència, a la persona se li aplica una mordassa o se li embena els ulls.
El bondage pot usar-se com a pràctica esteticoeròtica, com a part d'una relació BDSM, com una variant eròtica més o com a element en cerimònies de dominació o de sadomasoquisme.

## Bondage i erotisme

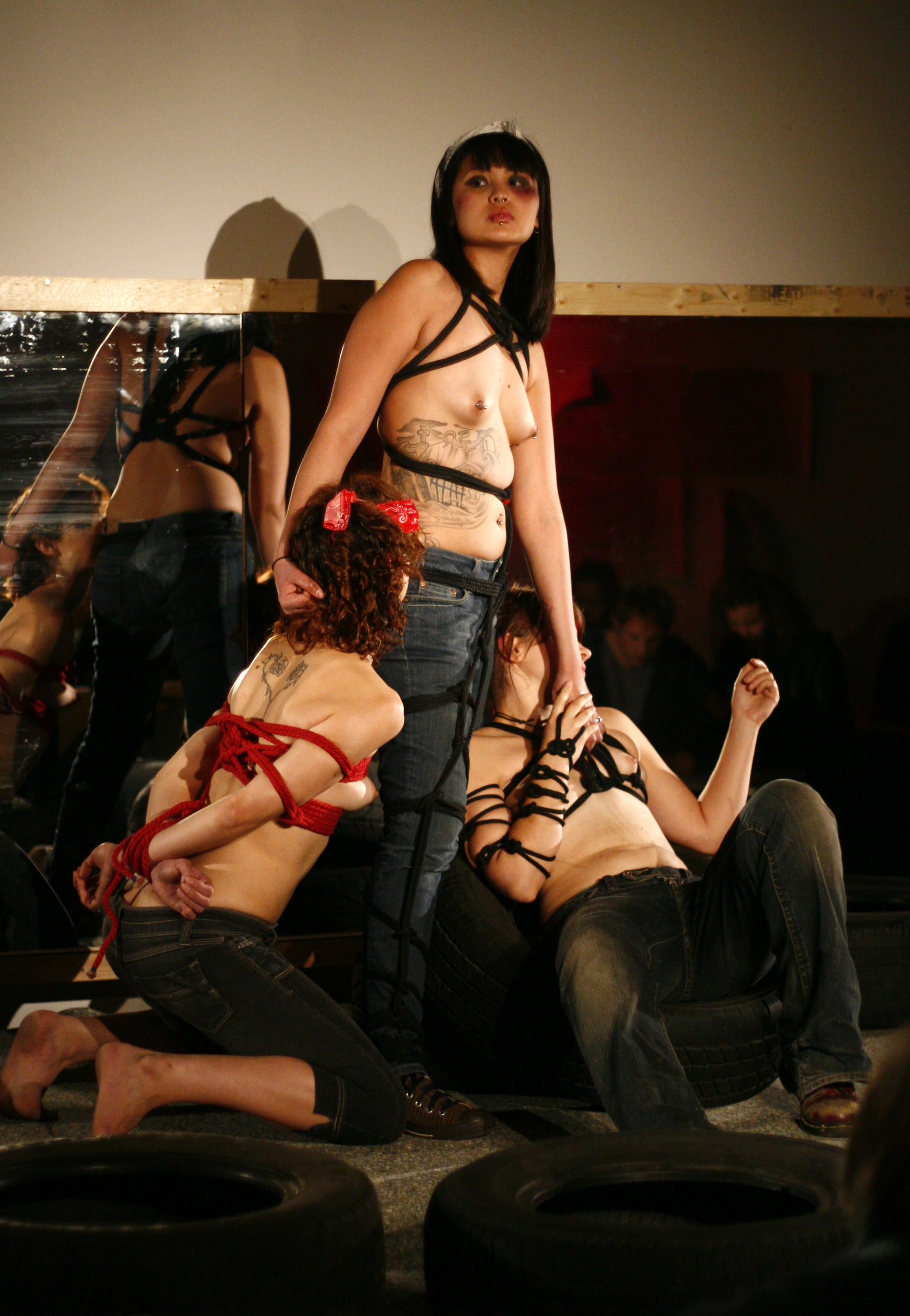
Posició eròtica de tres dones en bondage

El desig sexual lligat a la immobilització està molt estès i es coneix des d'antic, com ho mostren nombroses imatges d'intenció aparentment no eròtica.
A algunes persones els atreu el joc de ser lligades per l'alliberament d'inhibicions i responsabilitats, en la mesura que confien les claus del joc eròtic a una altra persona, que és qui marca les pautes. La sensació de deixar-se portar, de despreocupat abandonament eròtic, és per a moltes persones altament gratificant en el plànol sexual.
A algunes persones els atreuen també les sensacions físiques: la pressió de la corda, la impossibilitat de moure's, el frec o fins i tot l'abrasió produïda per la corda en desplaçar-se sobre la pell. Lligat a això últim, hi ha també el plaer obtingut per l'adrenalina que genera el perill simbòlic. Atrau igualment la sensació d'impotència quan es fan intents per alliberar-se; a algunes persones els agrada realitzar aquests intents mentre són estimulades sexualment per la persona activa, encara que el bondage no implica necessàriament contacte sexual. És freqüent així mateix l'ús del bondage en els anomenats "jocs de submissió" o jocs en els quals es representen rols amo/esclau. Finalment, el bondage es pot utilitzar com a complement d'altres pràctiques sexuals, fins i tot de tipus enterament convencional, per estimular la libido de la persona que rep el bondage i/o de la persona que l'executa.
En aquest context, algunes de les raons que les persones actives solen donar amb més freqüència per explicar la seva afició al bondage, són l'estímul que genera tenir la total responsabilitat sobre el plaer sexual del company o companya, el plaer creatiu i estètic unit a la visió del cos humà encordat com una singular obra d'art, i altres raons que són complementàries de les que interessen als qui assumeixen el rol passiu.
En la pràctica del bondage poden intervenir altres complements, com màscares, benes, mordasses, plugs, gronxadors, etc.

## Història

### Precedents
Al Japó se'l coneix amb el nom de shibari i compta amb una llarga tradició i una més que respectable ascendència social.

### Jocs prohibits
Als països occidentals, cal destacar la difusió clandestina de còmics sobre aquesta pràctica, primer a la revista "Bizarre" i després sota la marca Nutrix, des de 1946 a 1955 als Estats Units. Destaquen les sèries "Gwendoline" de John Willie i Eric Staton i "Princess Elaine" de Eneg. Aquest subgènere eròtic decauria després de la "detenció i processament de Irving Klaw, el seu promotor més important. "

### El negoci audiovisual[calcitació]
Darrerament han tingut gran desenvolupament les productores independents especialitzades en vídeos de bondage, la pionera va ser la desapareguda "Califòrnia Star" i la més famosa és Harmony Concepts, on han treballat gran part de les actrius més conegudes del món, com ara Stacy Burke, Donar-Crane, Lorelei (també coneguda com a Kristine Imboch), Eve Ellis, i directors com Jhon Woods, Jay Edwards i Dominic Wolfe. Un vídeo de bondage-drama notable és "To be Continued" dirigida per John Woods, on es va incorporar per primera vegada el vilà The Crooked Claw.
També existeixen companyies que desenvolupen vídeos que la seva temàtica se centra en el subgènere de les "superheroïnes en dificultats", com ara Superheroinecentral o Hipcomix. Entre els còmics moderns, cal destacar "La bionda" de l'autor italià Franco Saudelli (considerat com un dels majors exponents moderns de l'art fetitxista). Igualment es poden trobar algunes historietes de bondage a la revista Penthouse Comix.

## El Bondage en la cultura popular

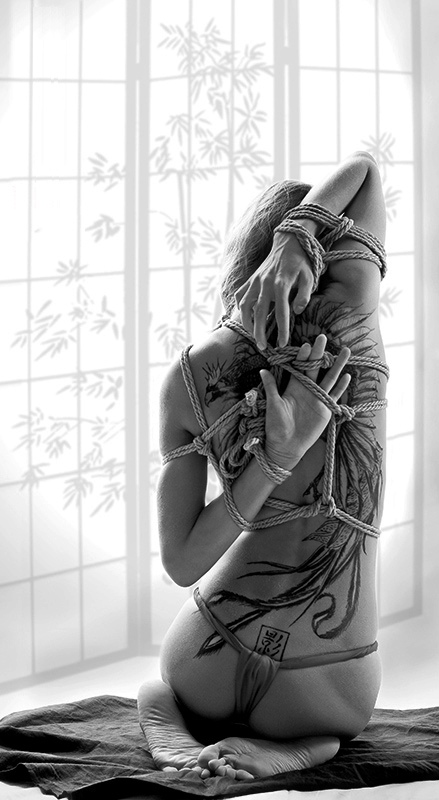
Bondage artístic (tipus shibari).

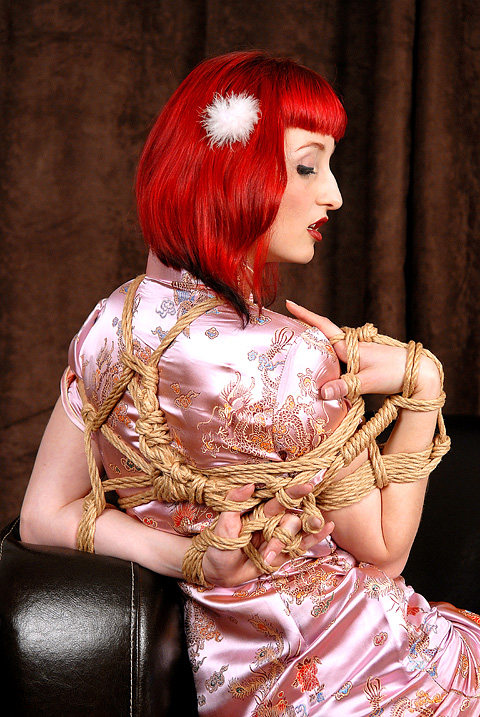
Exemple de bondage, com una forma d'art

### Pel·lícules
- Nou setmanes i mitja
- Comiat de solter
- Instint bàsic
- Cruising
- Dirty Deeds
- Euro Trip
- Exit to Eden
- Hana to Hebi
- Ken Park
- Bilbao, de Bigas Luna
- Pulp Fiction
- Mona Lisa
- Mr & Mrs Smith
- Nine to Five, Seven, Secretary
- Shakedown
- The Notorious Bettie Page
- The Perils of Gwendoline  (basada en la historieta eròtica de John Willie).

### Televisió
- Reboot, Jackass, Aqua Teen Hunger Force, CSI, Family Guy, Teen Angels, i la sèrie Law & Order-SVU-(primera temporada).

### Música
- Belphegor-Amb el seu disc llançat en 2008 "Bondage Goat Zombie"
- Adam and the Ants - "Beat em"
- Necro - "Edge Play"
- Madonna "Sex", "Erotica"
- Lady Gaga - "Boys Boys Boys" (Monster Ball original, en el segment Put Your Paws Up)
- "I like it when you chain em to the bed"
- Eve 6 s, Oblivion, conté la frase: "Tie em to the bedpost."
- Stroke 9 ', Do It Again: "I can be anything that you want me to be and you can have me in every position that you dreamed." així com "Let me do what I want to do with you. Let me tenen you down, pick you up, and flip you all around."
- Paula Cole, Feelin 'Love,: "And you would open the door and tenen me up to the bed."
- Depeche Mode, l'àlbum "Some Great Reward", específicament el tema/single "Master and Servat"
- Justin Timberlake, SexyBack,: "Dirty Babe. You see these shackles. Baby, I'ma your slave. I'll let you whip em if I misbehave."
- Green Day, Blood, Sexe a Booze and Dominated Love Slave
- The Dave Matthews Band, Crash into Em: "You'veu got your ball, you'veu got your chain. Tied to me tight - tenen me up again. Who's got their claws in you my friend? Into your heart I'll beat again. "
- Britney Spears, I'm a Slave (de l'àlbum Britney).
- Adam Ant, Beat My Guest,: "Well tenen me up and hit em with a estic".
- Guns N'Roses, Pretty Tied Up from Usi Your Illusion 2,: "She's pretty Tied up/Hanging Upside Down/Pretty Tied up/And you can ride her."

### Vídeos musicals
- Tiananmen, "A Deafening Violence"
- 30 Seconds To Mars, "Hurricane"
- Nine Inch Nails, "Sense", "Happiness In Slavery" i "Closer"
- Madonna, "Erotica"
- Madonna, "Human Nature"
- Probot, "Shake Your Blood"
- Depeche Mode, "Master and Servant" i "In Your Room"
- Duran Duran, "Come Undone"
- Travis, "Why Does It Always Rain On Me?"
- Guns N 'Roses, "Since I Don't Have You"
- Marilyn Manson, "(s) aint"
- Christina Aguilera, "Not Myself Tonight"
- Rihanna, "S & M"

## La seguretat en la pràctica del bondage[3]

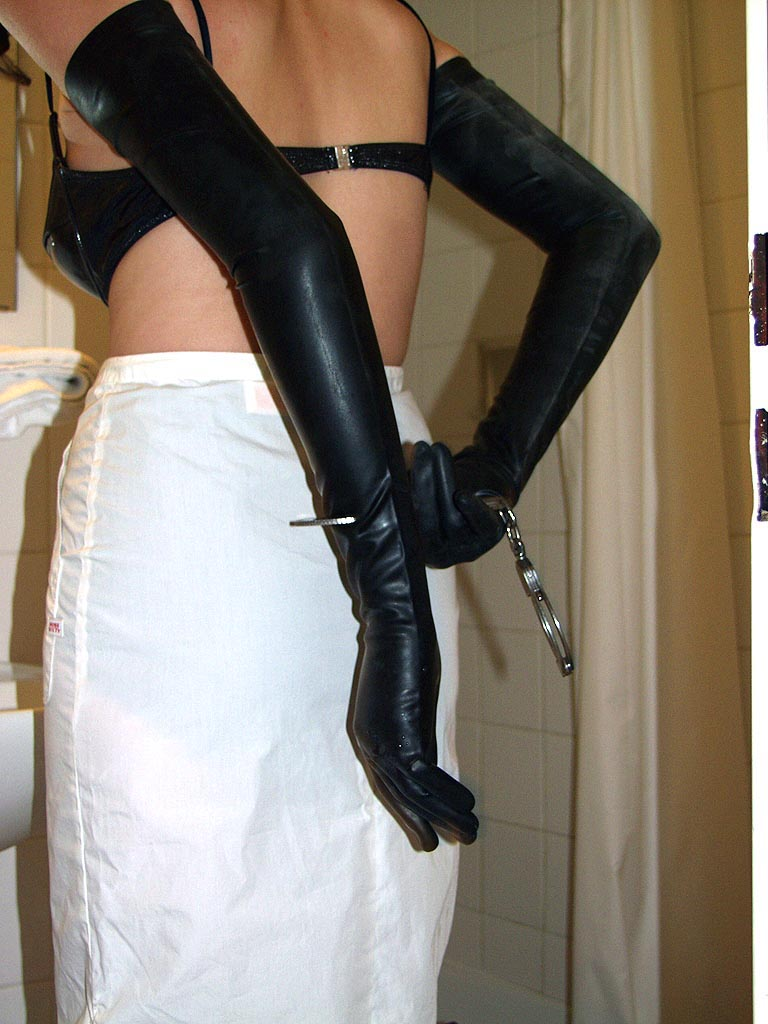
Dona emmanillant-se a si mateixa

Tant en el bondage com en el shibari, com a pràctiques eròtiques, s'han de seguir unes regles bàsiques.
En primer lloc, la relació ha de ser:
- Sensata
- Consentida
- Consensuada

El bondage es basa en una relació de confiança entre la persona lligada i la persona que lliga. Sobre aquesta última recau el gruix de la responsabilitat, donada la indefensió (prèviament consensuada) de l'altra. Per evitar accidents, que de vegades poden arribar a ser greus, se solen seguir algunes normes bàsiques de seguretat:
- No deixar mai sola a una persona lligada.
- No passar mai una corda al voltant del coll.
- Comptar a mà amb unes tisores funcionals, com a mitjà d'alliberar ràpidament a la persona lligada.
- Prevenir els riscos de caiguda: una persona lligada pot arribar a patir un accident seriós si cau cap enrere.
- No realitzar suspensions amb la persona lligada si no es té la suficient experiència, ja que és una operació delicada.
- No utilitzar mai nusos escorredors o altres tipus de nusos relliscosos.
- Realitzar sessions de curta durada si les posicions són incòmodes o si la persona que lliga no és experimentada.
- Hidratar regularment a la persona lligada i subministrar-li líquids.
- Moltes de les postures que es reprodueixen en el material gràfic sobre bondage, són d'exhibició, no poden ser reproduïdes sense un alt domini de la tècnica. No s'han de córrer riscos innecessaris.

L'autobondage (és a dir, la pràctica del bondage en solitari, on la persona passiva i activa són la mateixa) és una pràctica d'alt risc, tot i ser molt popular als Estats Units, i requereix assegurances i amplis coneixements sobre les seves tècniques, prevencions i riscos, sent de totes maneres desaconsellat per la major part de les institucions més famoses del BDSM i del bondage. Un important percentatge de tots els accidents mortals que es donen en Estats Units relacionats amb l'autoerotisme, prové de la comunitat de practicants d'aquest tipus de bondage extrem.
Les persones que practiquen aquest, també denominat art sexual, solen estar en tot moment molt pendents de les necessitats i del plaer del seu company o companya. Cal no oblidar que per a molts dels seus practicants es tracta d'un joc sexual, amb rols de submissió escenificats com a part del joc. És cert, però, que també existeix un important sector que ho practica de forma consensuadament ritualitzada, on tots els elements que s'incorporen responen a implicacions profundes i consensuades entre les parts, sense cap rastre d'element de joc o escènic.